# Subterranean Homesick Blues
| Оценки критиков | Оценки критиков |
| Источник        | Оценка          |
| --------------- | --------------- |
| AllMusic        | Без оценки      |

«Subterranean Homesick Blues» (с англ. — «Подземный блюз скучающего по дому») — песня американского певца и музыканта Боба Дилана, первый трек его альбома 1965 года Bringing It All Back Home. Также незадолго до выхода альбома вышла отдельным синглом.
Текст песни довольно бессмысленный и несвязный. В то же время все эти отрывочные картинки («человек в енотовой кепке в большой авторучке», «девушка у водоворота») соединяются в общую картину неистовой, торопливой городской жизни, которой жило разочаровавшееся во всём молодое поколение в середине 1960-х годов.
Как теперь пишет в своей рецензии музыкальный сайт AllMusic, можно с определённой долей уверенности сказать, что «большинство людей такой песни от Дилана уж никак не ждали, что она не была похожа ни на что, что кто-либо когда-либо до этого слышал и что она полностью перевернула карьеру Дилана, а с ней и всю историю популярной музыки».
Эта песня стала первой в исполнении самого Боба Дилана, достигшей первой сороковки в США. (Поскольку до этого его песни всегда добивались значительного успеха в американских чартах, только когда перепевались другими артистами.)
В 2004 году журнал Rolling Stone поместил песню «Subterranean Homesick Blues» в исполнении Боба Дилана на 332 место своего списка «500 величайших песен всех времён». В списке 2011 года песня находится на 340 месте.
А в 2014 году британский музыкальный журнал New Musical Express поместил песню «Subterranean Homesick Blues» в исполнении Боба Дилана на 186 место уже своего списка «500 величайших песен всех времён».
Также песня, в частности, вошла (в оригинальном исполнении Боба Дилана) в составленный журналом «Тайм» в 2011 году список All-TIME 100 Songs (список 100 лучших песен с момента основания журнала «Тайм»).